# تشارلز كوبرن
تشارلز كوبرن (بالإنجليزية: Charles Coburn)‏ مواليد 19 يونيو 1877 في ماكون، الولايات المتحدة - الوفاة 30 أغسطس 1961 في نيويورك، نيويورك، الولايات المتحدة، هو ممثل أمريكي بدأ مسيرته الفنية سنة 1901. هو من الفائزين بجائزة الأوسكار حيث فاز بجائزة الأوسكار لأفضل ممثل مساعد.

## الأعمال
- صف الملوك
- كلما زاد العدد زاد المرح
- الجنة يمكن أن تنتظر
- الأميرة أورورك
- ويلسون
- حول العالم في 80 يوما

## روابط خارجية
- تشارلز كوبرن على موقع IMDb (الإنجليزية)
- تشارلز كوبرن على موقع الموسوعة البريطانية (الإنجليزية)
- تشارلز كوبرن على موقع روتن توميتوز (الإنجليزية)
- تشارلز كوبرن على موقع ألو سيني (الفرنسية)
- تشارلز كوبرن على موقع ميوزك برينز (الإنجليزية)
- تشارلز كوبرن على موقع تيرنر كلاسيك موفيز (الإنجليزية)
- تشارلز كوبرن على موقع أول موفي (الإنجليزية)
- تشارلز كوبرن على موقع قاعدة بيانات برودواي على الإنترنت (الإنجليزية)
- تشارلز كوبرن على موقع قاعدة بيانات الأفلام السويدية (السويدية)
- تشارلز كوبرن على موقع إن إن دي بي (الإنجليزية)